# Камілло Корсі
Камілло Корсі (італ. Camillo Corsi, 13 березня 1860, Рим - 17 липня 1921, Рим) - італійський адмірал та політик, начальник генерального штабу ВМС Італії протягом 1915-1917 років. 

## Біографія
Камілло Корсі народився 13 березня 1860 року в Римі. У 1874 році вступив до Військово-морської в Генуї, яку закінчив у 1879 році у званні гардемарина. Ghjnzujv 1880-1883 років на борту корабля «Крістофоро Коломбо» здійснив навколосвітню подорож.
У 1888 році, будучи у званні лейтенанта, на борту крейсера «Догалі», брав участь в італійсько-еритрейській війні. Отримавши звання капітана III рангу, у 1889 році командував авізо «Аркімеде», у 1900 році - есмінцем «Лампо», на борту якого здійснив похід в Балтійське море.
У 1901 році отримав звання капітана II рангу, протягом 1904-1905 роках командував міноносцем «Умбрія», здійснивши похід в Центральну та Південну Америку, а також на тихоокеанське узбережжя США та Канади.
У 1905 році отримав звання капітана I рангу і був призначений секретарем міністерства військово-морського флоту, коли міністром був Карло Мірабелло, і перебував на цій посаді протягом 2 років. 
Протягом 1908-1911 років командував броненосцем «Рома».
З початком італійсько-турецької війни у 1911 році отримав звання контрадмірала та був призначений 1-ї дивізії 1-ї ескадри італійського флоту, а також начальником штабу об'єднаних морських сил. Брав участь в окупації островів в Егейському морі та атаках фортів на Дарданелльськлому узбережжі, за що був удостоєний титулу Кавалера Савойського військового ордену.
З серпня 1911 року по березень 1913 року був заступником начальника штабу військово-морських сил Італії. У 1914 році керував Військово-морською академією в Ліворно. Отримавши звання віцеадмірала, з вересня 1915 року по червень 1917 року, під час Першої світової війни, був міністром та начальником генерального штабу військово-морських сил в урядах Антоніо Саландри та Паоло Боселлі, та Верховним головнокомандувачем флоту до березня 1918 року. За діяльність під час війни був удостоєний титулу Командора Савойського військового ордену.
Також з 1915 року був сенатором Парламенту Італії. У 1918 році, після закінчення війни, переведений в запас, але продовжував брати участь в парламентській діяльності у питаннях армії та флоту. 
Помер у Римі 17 липня 1921 року.

## Нагороди
- Кавалер Ордена Корони Італії (1884)
- Офіцер Ордена Корони Італії (1906)
- Командор Ордена Корони Італії (1907)
- Великий офіцер Ордена Корони Італії (1913)
- Кавалер великого хреста  Ордена Корони Італії (1916)
- Кавалер Ордена Святих Маврикія та Лазаря (1905)
- Офіцер Ордена Святих Маврикія та Лазаря (1910)
- Командор Ордена Святих Маврикія та Лазаря (1913)
- Великий офіцер Ордена Святих Маврикія та Лазаря (1916)
- Кавалер Великого хреста Ордена Святих Маврикія та Лазаря (1917)
- Офіцер Савойського військового ордена (1913)
- Командор Савойського військового ордена (1916)
- Пам'ятна медаль за африканську кампанію
- Пам'ятна медаль італійсько-турецької війни 1911—1912
- Маврикіанська медаль
- Почесна медаль за довголітнє судноводіння (20 років)
- Пам'ятна медаль на честь об'єднання Італії
- Золотий хрест за вислугу років (40 років)
- Медаль Перемоги